# Resolutie 86 Veiligheidsraad Verenigde Naties
Resolutie 86 van de Veiligheidsraad van de Verenigde Naties werd aangenomen op 's Raads 503e bijeenkomst op 26 september 1950. Tien leden stemden voor deze resolutie, geen enkel lid stemde tegen. Enkel China onthield zich. De resolutie steunde Indonesiës kandidatuur als VN-lidstaat.

## Inhoud
De Veiligheidsraad was van mening dat de Republiek Indonesië een vredelievende staat was, die voldeed aan de voorwaarden zoals gesteld in artikel °4 van het Handvest van de Verenigde Naties. De Veiligheidsraad gaf de Algemene Vergadering daarom het advies om Indonesië lid van de Verenigde Naties te maken.

## Verwante resoluties
- Resolutie 45 Veiligheidsraad Verenigde Naties (Birma)
- Resolutie 69 Veiligheidsraad Verenigde Naties (Israël)
- Resolutie 109 Veiligheidsraad Verenigde Naties (16 landen)
- Resolutie 112 Veiligheidsraad Verenigde Naties (Soedan)

Lijst ·  79 ·  80 ·  81 ·  82 ·  83 ·  84 ·  85 ·  86 ·  87 ·  88 ·  89